# Ana Claudia Lemos
Ana Cláudia Lemos Silva är en brasiliansk friidrottare (sprinter), född den 6 november 1988 i Jaguaretama i Ceará i nordöstra Brasilien. Lemos är sydamerikansk rekordinnehavare på löpning 100 meter och 200 meter. Hon deltog i London-OS 2012 på 200 meter löpning (utslagen i försöken) och i stafett 4 x 100 meter (sjundeplats).

## Rekord
- 100 meter, sydamerikanskt rekord: 11,05 (Belém 12 maj 2013).
- 200 meter, sydamerikanskt rekord: 22,48 (São Paulo 6 augusti 2011).